# Atractylocarpus intermedius
Atractylocarpus intermedius là một loài Rêu trong họ Dicranaceae. Loài này được (B.H. Allen) J.-P. Frahm mô tả khoa học đầu tiên năm 1997.